# Johan Matthias Singendonck
Johan Matthias Singendonck (Den Haag, 24 februari 1769 - Nijmegen, 11 juli 1819), vrijheer van Dieden (1793-1795) en heer van (half) Maasacker (1797-), was een Nederlandse politicus.

## Persoonlijk leven
Singendonck was een zoon van de postmeester-generaal van Nijmegen Coenraad Diederik Neomagus Singendonck en Elisabeth Bonifacia Dierquens. Singendonck was protestant en behoorde tot de kring van het Reveil. Hij trouwde op 15 juni 1794 te Ravenstein met Maria Wilhelmina Christina Elisabeth van der Brugghen. Zij kregen samen 16 kinderen, van wie er voor 1817 al 7 waren overleden. Hun zoon Johan Anne (1809-1893) was griffier van de Tweede Kamer, hun dochter Anna was getrouwd met de antirevolutionaire politicus Justinus van der Brugghen. Een andere zoon was Coenraad Diderik Pontiaan Singendonck (1796-1864).
Hij werd in 1817 verheven in de Nederlandse adel, waardoor zijn nageslacht het predicaat jonkheer of jonkvrouw draagt. De geadelde tak stierf uit in 1928. Hij was tussen 1793-1795 in het bezit van de heerlijkheid Dieden.

## Werkzaam leven
Hij studeerde rechten aan de Universiteit Leiden en promoveerde aldaar in 1790. Hij vestigde zich als advocaat te Nijmegen. Zijn politieke carrière begon in 1794 met zijn benoeming tot lid van de magistraat van Nijmegen. Hij vervulde diverse stedelijke bestuurlijke functies. Zo was hij tweemaal burgemeester van Nijmegen van 1803 tot 1804 en van 1806 tot 1807. Nijmegen kende in die periode een driehoofdig burgemeesterschap, waarvan de leden jaarlijks werden benoemd. Van 1803 tot 1805 maakte hij deel uit van het Wetgevend Lichaam van het Bataafs Gemenebest. Van 1810 tot 1813 was hij lid van de municipale raad van Nijmegen en tevens lid Raad voor Hollandse zaken te Parijs. Hij maakte in 1814 deel uit van de Vergadering van Notabelen.
- Biografisch Portaal: 26470120
- International Standard Name Identifier: 0000 0003 8920 4394
- Nederlandse Thesaurus van Auteursnamen: 303075589
- Parlement.com: vg09llwktczr
- Virtual International Authority File: 282498538